# Hrabstwo Tuscola (Michigan)
Tuscola – hrabstwo w stanie Michigan w USA. Siedzibą hrabstwa jest Caro.

## Miasta
- Caro
- Vassar
- Fostoria (CDP)

## Wioski
- Akron
- Cass City
- Fairgrove
- Gagetown
- Kingston
- Mayville
- Millington
- Reese
- Unionville

## Hrabstwo Tuscola graniczy z następującymi hrabstwami
- Huron
- Sanilac
- Lapeer
- Genesee
- Saginaw
- Bay